# ベンテンドー
ベンテンドー（株式会社弁天堂）は岐阜県岐阜市神田町にある菓子店である。主に、和菓子、洋菓子を製造している。

## 栗粉餅
この菓子店、ベンテンドーには栗粉餅という目玉商品があり、この商品はとんねるずのみなさんのおかげでしたの食わず嫌いのお土産ランキングで1位に輝いた為、買いに来る客が殺到し行列のできるほど客が来ている。
過去にも森田一義アワー 笑っていいとも!、めざましテレビ、はなまるマーケット、ヒルナンデス!といった数多くの番組に人気商品として紹介されています。
この栗粉餅は岐阜出身の伊藤英明、元乃木坂46の堀未央奈など数多くの芸能人が地元のお菓子としてオススメしている商品となっている。